# C.W. Anderson
Christopher Wright (nacido el 7 de enero de 1971) es un luchador profesional estadounidense, más conocido por su nombre en el ring, CW Anderson. Participó en Extreme Championship Wrestling de 1999 a 2001.

## Primeros años
Wright creció en Carolina del Norte y era entusiasta fanático de Jim Crockett Promotions, admirando a luchadores como Ric Flair, Dusty Rhodes y Bobby Eaton. Al graduarse de la escuela secundaria en 1989, Wright fue reclutado por los Padres de San Diego como receptor, pero rechazó la oferta, en lugar de elegir asistir a la universidad, donde estudió computación mientras jugaba béisbol y softbol.

## Carrera profesional de lucha libre

### Carrera temprana (1993–1999)
Después de graduarse de la universidad, Wright buscó un nuevo deporte de fin de semana para reemplazar el béisbol. Varios de sus amigos luchaban profesionalmente, y Wright decidió convertirse en luchador profesional también. Sin entrenamiento formal, luchó (y perdió) su primer partido el 4 de diciembre de 1993, bajo una máscara como "El Chico". Mientras luchaba en el circuito independiente , Pat y Rocky Anderson se acercaron a Wright, quien lo felicitó por sus habilidades y apariencia y le ofreció ser miembro de la familia apócrifa Anderson. Anderson pasó dos semanas tratando de pensar en un nombre apropiado, y finalmente se decidió por sus iniciales, CW, por sugerencia de un entrevistador; así se convirtió en CW Anderson. Más tarde, Anderson conoció a Ole Anderson, pero afirmó que estaba desilusionado por la experiencia. Anderson formó un equipo de etiqueta con Pat Anderson, ganando el Campeonato Mundial de Equipo de Etiqueta NWA con él en 1996. 
En 1996, Anderson abrió su propia escuela de lucha profesional en Smithfield, Carolina del Norte , a la que más tarde llamó "The Anderson Academy", donde entrenó a luchadores como Chilly Willy , Lodi y Toad. Fue durante este tiempo que Anderson se unió a la Organización de Modern Extreme Grappling Arts, una promoción dirigida por Matt y Jeff Hardy.
En 1998, Anderson entrenó en la World Power Wrestling run Power Plant con DeWayne Bruce y Pez Whatley. Mientras estaba allí, JJ Dillon y Paul Orndorff le dijeron que carecía del talento y el físico para tener éxito como luchador. Después de pasar dieciocho meses en la Central eléctrica sin ser utilizado en la televisión WCW, Anderson optó por abandonar la Central eléctrica, rechazando una oferta de contrato de WCW por seis años. 

### Extreme Championship Wrestling (1999–2001)
El 6 de junio de 1999, Anderson acompañó a un amigo a una prueba de Extreme Championship Wrestling (ECW) en Georgia y Nova lo convenció de subir al ring . Su trabajo impresionó al propietario de ECW Paul Heyman , y Anderson fue contratado. En su primer partido para ECW, Anderson se unió a Skull Von Krush contra Danny Doring y Roadkill.
En ECW, Anderson formó la Nueva Alianza Peligrosa con Billy Wiles, Elektra y Lou E. Dangerously. Después de que el grupo se separó, Anderson unió fuerzas con Simon y Swinger.
El 7 de enero de 2001 en el último pago por evento de ECW, Culpable como acusado, Anderson perdió ante Tommy Dreamer en un combate "I Quit" . Como parte de su preparación para el combate, Anderson vio el partido "I Quit" entre Magnum T.A. y Tully Blanchard de Starrcade 1985.

### Circuito independiente (2001–2006)
Tras el cierre de ECW, Anderson luchó en la lucha libre del Campeonato Turnbuckle de Dusty Rhodes, donde formó The Extreme Horsemen, un establo inspirado en The Four Horsemen, con Barry Windham y Steve Corino. El establo luego luchó en Major League Wrestling, donde se les unieron PJ Polaco y Simon Diamond. Anderson también luchó por Ring of Honor y varias promociones independientes en Carolina del Norte.
Desde 2002 en adelante, Anderson realizó numerosas giras por Japón, principalmente para Pro Wrestling Zero1-Max (en mayo de 2006, había viajado con la compañía en 36 ocasiones distintas). En 2004, Total Nonstop Action Wrestling le dio un combate de prueba, pero no fue contratado. El 10 de junio de 2005, Anderson apareció en Hardcore Homecoming, un evento de reunión de ECW organizado por Shane Douglas. El evento vio al equipo de Anderson con Simon Diamond en una derrota ante Chris Chetti y Mikey Whipwreck. Luego apareció en los eventos de Hardcore Homecoming en septiembre de 2005 y noviembre de 2005.
Anderson fue hospitalizado en 2005 después de que un suplemento llamado Superdrol le causó ictericia e hizo que su hígado dejara de funcionar. Regresó al ring después de varios meses, durante los cuales perdió 40 lb (18 kg) de peso.

### World Wrestling Entertainment (2004–2007)
A lo largo de 2004 y 2005, Anderson hizo numerosas apariciones con World Wrestling Entertainment, luchando en partidos oscuros y en Velocity. El 12 de junio de 2005, apareció en el programa de reunión ECW promovido por la WWE ECW One Night Stand , sentado en el ringside junto a Chris Chetti y Elektra.
El 4 de mayo de 2006, WWE contrató a Anderson y varios otros alumnos de Extreme Championship Wrestling para trabajar en su nueva marca, ECW. A lo largo de junio y julio, Anderson luchó en espectáculos de la casa de ECW y en ECW en partidos oscuros de ciencia ficción. El 1 de agosto, se hizo conocido como Christopher W. Anderson. Hizo lo que sería su única aparición en televisión de ECW el 22 de agosto de 2006, perdiendo ante CM Punk. Anderson fue lanzado por WWE el 18 de enero de 2007, junto con otras diez superestrellas. 

### Regreso al circuito independiente (2007-2021)
CW Anderson luego trabajó en promociones independientes, incluyendo Vanguard Championship Wrestling, donde derrotó al luchador de TNA Sonjay Dutt. CW se estrenó recientemente trabajando para NWA Charlotte. Anderson apareció bajando 40 libras atribuyéndolo a su nuevo entrenamiento P90x. El 25 de abril de 2009 trabajó para GSW German Stampede Wrestling en International Impact perdiendo ante "Bad Bones" John Kay. El 27 de junio de 2009, apareció en un show de reunión tipo ECW llamado "Legends of the Arena" y luchó contra 2 Cold Scorpio. El 4 de agosto de 2010, se confirmó que Wright participaría en el show de reunión de ECW de TNA, Hardcore Justice, el 8 de agosto. En el evento, fue derrotado por 2 Cold Scorpio. CW Anderson fue anunciado para el segundo partido de la nueva organización Extreme Reunion; que se concibe como una continuación de la Extreme Championship Wrestling original. Su oponente fue anunciado como ECW Alumnus, Al Snow. El 29 de junio, el segundo show de Extreme Rising en Queens, Nueva York, CW perdió un partido contra "Pitbull" Gary Wolfe. La noche siguiente, en Filadelfia, perdió un partido contra Balls Mahoney y tuvo una confrontación con The Sandman. En 2013, Anderson actuó en OMEGA. El 15 de enero, James Storm, Jeff Hardy, Matt Hardy y Shane Helms derrotaron a CW Anderson, Gunner, Lodi y Steve Corino. El 25 de mayo de 2013, Matt Hardy y Shane Helms derrotaron a CW Anderson y Steve Corino. El 12 de octubre de 2013, Anderson fue derrotado por Hardy en la primera ronda del Campeonato OMEGA. El 5 de octubre de 2013, en Vanguard Championship Wrestling, Anderson derrotó a Tommy Dreamer en un combate I Quit. El 30 de noviembre de 2013, en WrestleCade, Anderson fue derrotado por Dreamer en un combate I Quit. Ahora es el campeón de peso pesado AWE después de ganar el título en la escuela secundaria Waynesboro Virginia.
Anderson apareció en el episodio del 17 de diciembre de NWA Power y luchó en un torneo clasificatorio para el título de NWA TV. Luchó contra Sal Rinauro y Zicky Dice en una Triple Amenaza, en la que ganó Zicky Dice. En la edición del 3 de marzo de Power, Anderson ganó un "partido de última oportunidad" junto a Caleb Konley, derrotando a los Dawson y ganando un contrato con la National Wrestling Alliance. "Legends of the Arena" y luchó contra 2 Cold Scorpio. El 4 de agosto de 2010, se confirmó que Wright participaría en el show de reunión de ECW de TNA, Hardcore Justice, el 8 de agosto. En el evento, fue derrotado por 2 Cold Scorpio. CW Anderson fue anunciado para el segundo partido de la nueva organización Extreme Reunion; que se concibe como una continuación de la Extreme Championship Wrestling original. Su oponente fue anunciado como ECW Alumnus, Al Snow. El 29 de junio, el segundo show de Extreme Rising en Queens, Nueva York, CW perdió un partido contra "Pitbull" Gary Wolfe. La noche siguiente, en Filadelfia, perdió un partido contra Balls Mahoney y tuvo una confrontación con The Sandman. En 2013, Anderson actuó en OMEGA. El 15 de enero, James Storm, Jeff Hardy, Matt Hardy y Shane Helms derrotaron a CW Anderson, Gunner, Lodi y Steve Corino. El 25 de mayo de 2013, Matt Hardy y Shane Helms derrotaron a CW Anderson y Steve Corino. El 12 de octubre de 2013, Anderson fue derrotado por Hardy en la primera ronda del Campeonato OMEGA. El 5 de octubre de 2013, en Vanguard Championship Wrestling, Anderson derrotó a Tommy Dreamer en un combate I Quit. El 30 de noviembre de 2013, en WrestleCade, Anderson fue derrotado por Dreamer en un combate I Quit. Ahora es el campeón de peso pesado AWE después de ganar el título en la escuela secundaria Waynesboro Virginia. 
Anderson apareció en el episodio del 17 de diciembre de NWA Power y luchó en un torneo clasificatorio para el título de NWA TV. Luchó contra Sal Rinauro y Zicky Dice en una Triple Amenaza, en la que ganó Zicky Dice. En la edición del 3 de marzo de Power, Anderson ganó un "partido de última oportunidad" junto a Caleb Konley, derrotando a los Dawson y ganando un contrato con la National Wrestling Alliance.

## Campeonatos y logros
- America's Most Liked Wrestling
  - AML Championship (1 vez)
  - AML Tag Team Championship (1 vez) - con Damien Wayne[1]

- Carolina Championship Wrestling Association
  - CCWA Heavyweight Championship (1 vez)
  - CCWA Tag Team Championship (3 veces) - con Pat Anderson

- Continental Wrestling Alliance
  - CWA Tag Team Championship (1 vez) - con Pat Anderson[2]

- High Volume Pro Wrestling
  - HVPW Heavyweight Championship (1 vez, actual)[3]

- Jacksonville Wrestling Alliance
  - JWA Heavyweight Championship (1 vez)
- Live Action Wrestling
  - LAW Heavyweight Championship (1 vez)

- Major League Wrestling
  - MLW Global Tag Team Championship (1 vez) - con Simon Diamond[4]

- Midwest Wrestling United
  - MWU Heavyweight Championship (1 vez)

- NIWA
  - NIWA Television Championship (1 vez)

- National Wrestling Alliance
  - NWA World Tag Team Championship (1 vez) - con Pat Anderson

- NWA 2000
  - NWA 2000 American Heritage Heavyweight Championship (1 vez)
  - NWA 2000 Tag Team Championship (2 veces) - con Pat Anderson (1) y Cueball Carmichael (1)[5]

- Palmetto Pride Championship Wrestling
  - PPCW Heavyweight Championship (1 vez)

- Premier Wrestling Federation
  - PWF Universal Heavyweight Championship (1 vez)[6]
  - PWF Universal Six Man Tag Team Championship (1 vez) - con Steve Corino y John Skyler[7]
  - PWF United States Heavyweight Championship (1 vez)
  - PWF Universal Tag Team Championship (3 veces) - con Steve Corino[8]
  - PWF Television Championship (1 vez)
  - Legacy Cup (2014)

- Pro Wrestling International
  - PWI International Heavyweight Championship (1 vez)[9]

- Pro Wrestling WORLD-1
  - WORLD-1 Great Lakes Tag Team Championship (1 vez) - con Bull Wheeler
  - WORLD-1 Tag Team Championship (2 veces) - con Steve Corino[10]

- Pro Wrestling Zero1
  - NWA Intercontinental Tag Team Championship (1 vez) - con Steve Corino
  - NWA United National Heavyweight Championship (1 vez)1

- RAGE Wrestling Wars
  - RAGE Tag Team Championship (1 vez) - con Preston Quinn

- Ring Wars Carolina
  - RWC Heavyweight Championship (1 vez)[11]

- Southern Championship Wrestling
  - SCW Heavyweight Championship (1 vez)
  - SCW North Carolina Championship (2 veces)
  - SCW Tag Team Championship (4 veces)  - con  Pat Anderson (2), Cueball Carmichael (1), y Dewey Cheatum (1)

- Southern Wrestling Association
  - SWA Tag Team Championship (1 vez) - con Pat Anderson

- Vanguard Championship Wrestling
  - VCW Heavyweight Championship (1 vez)
  - VCW Tag Team Championship (1 vez) - con Phil Brown[12]

- X3 Wrestling
  - X3 Heavyweight Championship (1 vez)[13]

1Este título no debe confundirse con el ahora difunto NWA United National Championship, que ahora comprende uno de los tres campeonatos que conforman el Triple Crown Heavyweight Championship.